# San Lucas (Nicaragua)
Pour les articles homonymes, voir San Lucas.
San Lucas est une municipalité nicaraguayenne du département de Madriz au Nicaragua.